# Manhunt international 2011
 (août 2023).
Si vous disposez d'ouvrages ou d'articles de référence ou si vous connaissez des sites web de qualité traitant du thème abordé ici, merci de compléter l'article en donnant les références utiles à sa vérifiabilité et en les liant à la section « Notes et références ».
Ne doit pas être confondu avec Mister International 2011 ou Mister Monde 2011.
Manhunt international 2011 fut la quinzième édition du concours mondial de beauté masculine Manhunt international. Le concours s’est déroulé le 10 octobre 2011 à l’Imperial Palace Hotel de Séoul, en Corée du Sud. Parmi les 48 candidats de cette année (50 en 2010), ce fut John Chen Jian Feng de la Chine qui succéda au Slovaque Peter Meňky.

## Résultats

### Classement
| Titre                      | Titre                      | Candidat                                      |
| -------------------------- | -------------------------- | --------------------------------------------- |
| Manhunt international 2011 | Manhunt international 2011 | Chine – John Chen Jian Feng                   |
| 1er dauphin                | 1er dauphin                | République dominicaine – Nelson Omar Sterling |
| 2e dauphin                 | 2e dauphin                 | Belgique – Gianni Sinnesael                   |
| 3e dauphin                 | 3e dauphin                 | Viêt Nam – Truong Nam Thanh                   |
| 4e dauphin                 | 4e dauphin                 | Slovaquie – Martin Smahel                     |
| Demi-finalistes            | 6e place                   | Afrique du Sud – Ryno Swanepoel               |
| Demi-finalistes            | 7e place                   | Australie – Joseph Davidson                   |
| Demi-finalistes            | 8e place                   | Corée du Sud – Lee Yong-bum                   |
| Demi-finalistes            | 9e place                   | Philippines – Ron Marvin Miranda              |
| Demi-finalistes            | 10e place                  | Malaisie – Hazwan Hilmi                       |
| Demi-finalistes            | 11e place                  | Irlande – Barry Holmes                        |
| Demi-finalistes            | 12e place                  | Indonésie – Yohan Januar                      |
| Demi-finalistes            | 13e place                  | Mongolie – Amgalanbaatar Odongavaa            |
| Demi-finalistes            | 14e place                  | Angleterre – Roland Johnson                   |
| Demi-finalistes            | 15e place                  | Hawaï – Rhonee Rojas                          |

### Récompenses spéciales
| Titre                                                                          | Candidat                                                                             |
| ------------------------------------------------------------------------------ | ------------------------------------------------------------------------------------ |
| Mr Friendship (« M. Sympathie »)                                               | - Australie – Joe Davidson                                                           |
| Mr Photogenic (« M. Photogénique »)                                            | - Costa Rica – Alvaro Peraza Artavia                                                 |
| Mr Physique (« M. Physique »)                                                  | - Bulgarie – Bogomil Brezin                                                          |
| Mr Internet Popularity (« M. Popularité d’Internet », élu par les internautes) | - Viêt Nam – Trương Nam Thành                                                        |
| Mr Talent (« M. Talentueux »)                                                  | - Corée du Sud – Yongbum Lee                                                         |
| Mr Personality (« M. Personnalité »)                                           | - - Hawaï – Rhonee Rojas                                                             |
| Best Runway Model (« Meilleur mannequin au défilé »)                           | - Hong Kong – Wu TianChao                                                            |
| Best in National Costume (« Meilleur costume national »)                       | 1. Indonésie – Yohan Januar 2. Mexique – Miguel Valencia 3. Venezuela – Jose Ampueda |

## Participants
Voir les 48 candidats sur le site officiel de Manhunt international
| Pays                   | Candidat                    | Âge    | Taille |
| ---------------------- | --------------------------- | ------ | ------ |
| Afrique du Sud         | Ryno Swanepoel              | 22 ans | 1,92 m |
| Algérie                | Bilal Noureddine Boudjerida | 23 ans | 1,88 m |
| Allemagne              | David Reichstein            | 22 ans | 1,89 m |
| Angleterre             | Roland Johnson              | 19 ans | 1,90 m |
| Angola                 | Silverio Martins Champanhe  | 21 ans | 1,90 m |
| Australie              | Joseph Davidson             | 19 ans | 1,92 m |
| Belgique               | Gianni Sennesael            | 21 ans | 1,91 m |
| Bolivie                | Diego Saucedo Rojas         | 21 ans | 1,87 m |
| Brésil                 | Lucas Malvacini             | 21 ans | 1,83 m |
| Bulgarie               | Bogomil Brezin              | 19 ans | 1,96 m |
| Cameroun               | Mba Fabrice Bienvenu        | 23 ans | 1,80 m |
| Chine                  | Chen JianFeng               | 23 ans | 1,88 m |
| Corée du Sud           | Yongbum Lee                 | 23 ans | 1,85 m |
| Costa Rica             | Alvaro Peraza Artavia       | 24 ans | 1,88 m |
| France                 | Maxime Thomasset            | 21 ans | 1,92 m |
| Grèce                  | Ioannis Pantelakakis        | 30 ans | 1,90 m |
| Hawaï- États-Unis      | Rhonee Rojas                | 29 ans | 1,81 m |
| Hong Kong              | Wu TianChao                 | 29 ans | 1,87 m |
| Inde                   | Shashvat Seth               | 23 ans | NC     |
| Indonésie              | Yohan Januar                | 26 ans | 1,82 m |
| Iran                   | Soroush Aliasghari Namin    | 26 ans | 1,88 m |
| Irlande                | Barry Holmes                | 31 ans | 1,91 m |
| Japon                  | Kenji Ogawa                 | 26 ans | 1,87 m |
| Kazakhstan             | Andrey Gurin                | 24 ans | 1,85 m |
| Lettonie               | Oskars Lauva                | 25 ans | 1,92 m |
| Liban                  | Marcelino Gebrayel          | 25 ans | NC     |
| Macao                  | Chen YiPeng                 | 25 ans | 1,89 m |
| Macédoine              | Goce Mojsoski               | 28 ans | 1,80 m |
| Malaisie               | Hazwan Hilmi                | 24 ans | 1,88 m |
| Malte                  | Clive Tanti                 | 23 ans | 1,82 m |
| Mexique                | Miguel Valencia             | 25 ans | 1,85 m |
| Mongolie               | Amga Odongavaa              | 23 ans | 1,85 m |
| Népal                  | Nirjan Thapa                | 26 ans | NC     |
| Pakistan               | Amir Ali Shah               | 28 ans | 1,85 m |
| Philippines            | Ron Marvin                  | 27 ans | NC     |
| Pologne                | Blazej Stankiewicz          | 22 ans | 1,90 m |
| Portugal               | Carlos Carvalho             | 23 ans | 1,88 m |
| République dominicaine | Nelson Omar Sterling        | 25 ans | 1,90 m |
| République tchèque     | Theodor Jareš               | 24 ans | 1,80 m |
| Singapour              | Juan Wen Jie                | 28 ans | 1,86 m |
| Slovaquie              | Martin Šmahel               | 29 ans | 1,90 m |
| Slovénie               | Vedran Stepancic            | 23 ans | NC     |
| Sri Lanka              | Amila Karunanayake          | NC     | 1,88 m |
| Taïwan                 | Chao Chen Hsiang            | 22 ans | 1,87 m |
| Thaïlande              | Kitsakorn Locharoenrat      | 30 ans | 1,85 m |
| Turquie                | Abdullah Ibrahim Gayberi    | 26 ans | 1,89 m |
| Venezuela              | Jose Ampueda                | 23 ans | 1,83 m |
| Viêt Nam               | Trương Nam Thành            | 20 ans | 1,82 m |